# Нансийский трамвай на шинах
Нансийский трамвай на шинах (фр. Transport léger guidé de Nancy) — система городского наземного общественного транспорта, подвижной состав которой передвигался на колёсах и управлялся одним направляющим рельсом, построена по технологии TVR (Transport on Reserved Lane) компанией Bombardier в городе Нанси (Франция). Функционировала с 2000 по 2023 год.

## История
Прежде в Нанси существовали и традиционный трамвай, и традиционный троллейбус.
Конка начала действовать в Нанси 12 августа 1874 года и проработала примерно до 1903 года. С 1898 года в городе эксплуатировался электрический трамвай, прекративший своё движение 2 декабря 1958 года.
В 1982 году, 27 сентября, в Нанси открылась троллейбусная сеть. На ней использовались дуобусы. Общая протяжённость сети составляла примерно тридцать километров.
К концу девяностых годов дуобусы крайне износились, и классическая троллейбусная сеть была закрыта с 1-го сентября 1999 года. Городские власти решили коренным образом модернизировать троллейбусную сеть города, переоборудовав её в сеть трамвая на шинах. До этого нововведения, подобный транспорт нигде не эксплуатировался. Нанси стал первым городом, внедрившим у себя этот вид транспорта.
Решение о строительстве в городе трамвая на шинах было принято в 1996 году. Следующие причины побудили выбрать именно этот вид транспорта:
- возможность использования троллейбусной инфраструктуры,
- более низкая стоимость, чем у обычного трамвая,
- возможность преодолевать уклоны до 13 % (слишком крутые для традиционного трамвая).

Строительство сети началось в середине 1999 года. Торжественное открытие системы состоялось 8 декабря 2000 года, однако из-за технических дефектов регулярная перевозка пассажиров началась только в феврале 2001 года. Но продолжалась она недолго. 6 марта 2001 года при сходе трамвая с рельсов лёгкие ранения получили три человека. 10 марта сход с рельсов повторился. Сход с рельсов происходил в месте перехода транспортного средства с автономного режима (без направляющего рельса) на направляемый режим (с рельсом).
После этих происшествий система закрылась на целый год для ремонта транспортных средств и инфраструктуры. Повторное открытие системы состоялось 13 марта 2002 года, однако летом 2003 года трассу трамвая на шинах опять пришлось ремонтировать после шестого по счёту схода транспортного средства с рельсов.
Первоначально в Нанси планировалось, что сеть трамвая на шинах будет состоять из трёх линий (или маршрутов, так как на нескольких участках трасса линий должна была совпадать) общей протяжённостью в 28 км. Однако после того как в 2000 году была открыта первая линия протяжённостью в 11 км, система не расширялась.
Строительство второй линии должно было начаться в 2007 году; завершить её планировалось к 2011 или 2015 году. Однако из-за прекращения выпуска подвижного состава компанией Bombardier, строительство второй линии так и не началось. В 2018 году при закрытии аналогичной системы в городе Кан, в Нанси были безвозмездно переданы все имеющиеся вагоны. С 2017 года озвучивались планы по закрытию системы к 2020 году и замене её на традиционный трамвай. Из-за COVID-19 закрытие было перенесено. Последний день работы системы — 12 марта 2023 года. К 2024 году планируется обновить сеть и пустить по прежней линии троллейбусы.

## Описание системы
Общая протяжённость линии составляла 11,1 км, из них 9 км были оборудованы направляющим рельсом, на остальных участках вагоны передвигались как обычные троллейбусы. Линия проходила по оси юго-запад — северо-восток и насчитывала 28 остановок.
Остановки:
Vandœuvre CHU Brabois — Forêt de Haye — Faisanderie — Doyen Roubault — Saint-André Jardin Botanique — Le Reclus — Callot — Vélodrome — Montet Octroi — Blandan — Exelmans — Jean Jaurès — Garenne — Mon Désert — Kennedy — Nancy Gare — Maginot — Point Central — Cathédrale — Division de Fer — Saint-Georges — Cristalleries — Gérard Barrois — Saint-Livier — Carnot — Briand-Pasteur — Essey Roosevelt — Essey Mouzimpré

## Подвижной состав

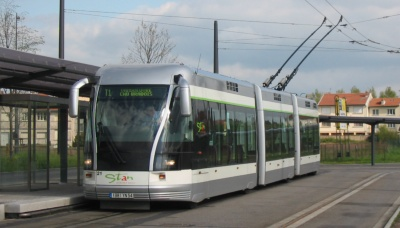
Трамвай на шинах на конечной остановке Essey Mouzimpré

В Нанси использовалось 25 сочленённых трёхсекционных четырёхосных вагонов Bombardier. С помощью направляющих роликов, оси подсоединялись к направляющему рельсу. На участках без рельса транспортное средство управлялось водителем при помощи руля, как обычный автобус. Токосъём осуществлялся двумя штангами троллейбусного типа. Также вагоны были оснащены дизельным двигателем для возможности передвижения без контактной сети. Технические характеристики:
- Длина: 24,5 м
- Ширина: 2,5 м
- Высота до крыши: 3,38 м
- Ширина колеи: 1,95 м (имеется в виду ширина колеи в «автомобильном» понимании)
- Высота пола над уровнем дороги: 0,32 м
- Пустой вес: 27 тонн
- Максимальный вес: 38,5 тонн
- Максимальная скорость: 70 км/ч
- Количество сидячих мест: 48-55, в зависимости от конфигурации
- Количество стоячих мест: 143—147, в зависимости от конфигурации
- Двигатели: два электродвигателя по 150 кВт, один дизельный двигатель в 200 кВт
- Электропитание: 750 В постоянного напряжения

## Организация работы
По рабочим дням трамвай на шинах начинал работать в пять часов утра на части линии, и с семи часов на всём её протяжении. Работал он до полпервого ночи. Интервал движения в будние дни — пять минут.
В субботу и в период школьных каникул время работы такое же, но интервал увеличивался до семи минут.
По воскресеньям и праздникам трамвай на шинах работал с 6:45 утра до 0:45 ночи с интервалом в 20 минут.
Время следования по трассе от первой станции до конечной — 40 минут, средняя скорость, таким образом, составляла 16,5 км/ч (хотя по заявлениям производителя она должна была составлять 20 км/ч).
Билет на одну поездку стоил 1,2 евро, на 10 поездок — 8,7 евро, на двадцать поездок — 15 евро. Существовали также различные виды проездных.
Так как весь общественный транспорт Нанси управляется одной организацией, на трамвае на шинах и автобусе использовалась одинаковая тарифная система и одинаковые билеты.